# Maaswijk (Spijkenisse)

Wijk 02 Maaswijk, Spijkenisse

Maaswijk is met ongeveer 12000 inwoners de grootste wijk in Spijkenisse in de Nederlandse provincie Zuid-Holland Hij ligt in het oosten van Spijkenisse.
Vanaf de jaren 1990 werd er in de Maaswijk gebouwd, door de omvang van de wijk heeft de bouw vele jaren in beslag genomen. De wijk heeft zeer weinig hoogbouw en biedt een gevarieerd woningaanbod.

## Voorzieningen
In Maaswijk zijn de volgende voorzieningen voor de wijk en omgeving aanwezig:
- Annie MG Schmidt (basisschool)
- CBS het Anker (basisschool)
- De Maasoever (basisschool)
- Wijkcentrum
- Relatief groot buurt winkelcentrum
- VV Spijkenisse
- Badmintoncentrum Ritte

## Verbindingswegen
- Joke Smitlaan
- Annie Romein-Verschoorlaan
- Geertruida bosboom-toussaintlaan
- Maaswijkweg

## Ruyterstee
In het noorden van de Maaswijk staat de Ruyterstee, een boerderij aan de Korte Schenkeldijk 4. De kelder ervan heeft een kruisgewelf uit 1620 en die is daarom rijksmonument.

### Geschiedenis
De vroegste vermelding van deze boerderij is op een kaart uit 1580. De eigenaar was Jan Daems zoon. Wanneer de boerderij is gebouwd, is niet bekend. Deze boerderij werd in 1620 vervangen door een nieuwe boerderij. Van deze tweede boerderij is nu alleen nog de kelder met kruisgewelf over. Over de periode tussen 1620 en 1720 is weinig bekend. In ieder geval sinds 1720 woonde er de familie Hoorweg (dan nog geschreven als Horewegh). Een van de bewoners was Japhet Hoorweg (1816-1892). Naar hem is in Het Land een singel genoemd. Het huidige woonhuis is volgens de steen boven de deur gebouwd in 1859. De familie Hoorweg heeft tot aan het einde van de 20ste eeuw de boerderij in bezit gehad, totdat hij werd verkocht. In de schuur van de boerderij is een latere eigenaar een molenmakerij begonnen. Op 7 augustus 2005 was er brand. De schade aan de boerderij en de schuur is daarna hersteld.

### Verhalen over de naam
Waarom hij De Ruyterstee heet, is niet duidelijk. Er lijkt geen direct verband te zijn met een familienaam, maar de naam komt wel terug in alle overleveringen.

Volgens een van die overleveringen zou dit een hofstede of buitenverblijf zijn geweest van Michiel Adriaenszoon de Ruyter (1607-1676). De vraag is of deze overlevering waar is. Volgens Jan de Baan klopt dit verhaal niet. Wel was de toenmalige dominee van het nabijgelegen dorp Hekelingen, ds. Westhovius, in dienst van Michiel de Ruyter geweest: hij was jong predikant van Hekelingen en werd door Admiraal De Ruyter geroepen om als aalmoezenier mee te gaan op zijn schepen. In die hoedanigheid was hij aanwezig bij de dood van de admiraal. Wellicht dat verhalen van die dominee de toenmalige eigenaars ertoe hebben gebracht om de stee naar De Ruyter te vernoemen.

Een ander verhaal is, dat er vroeger een zeeheld gevangen is gehouden in de kelder. Maar hiervan zijn nooit tastbare bewijzen gevonden.

## Fotogalerij

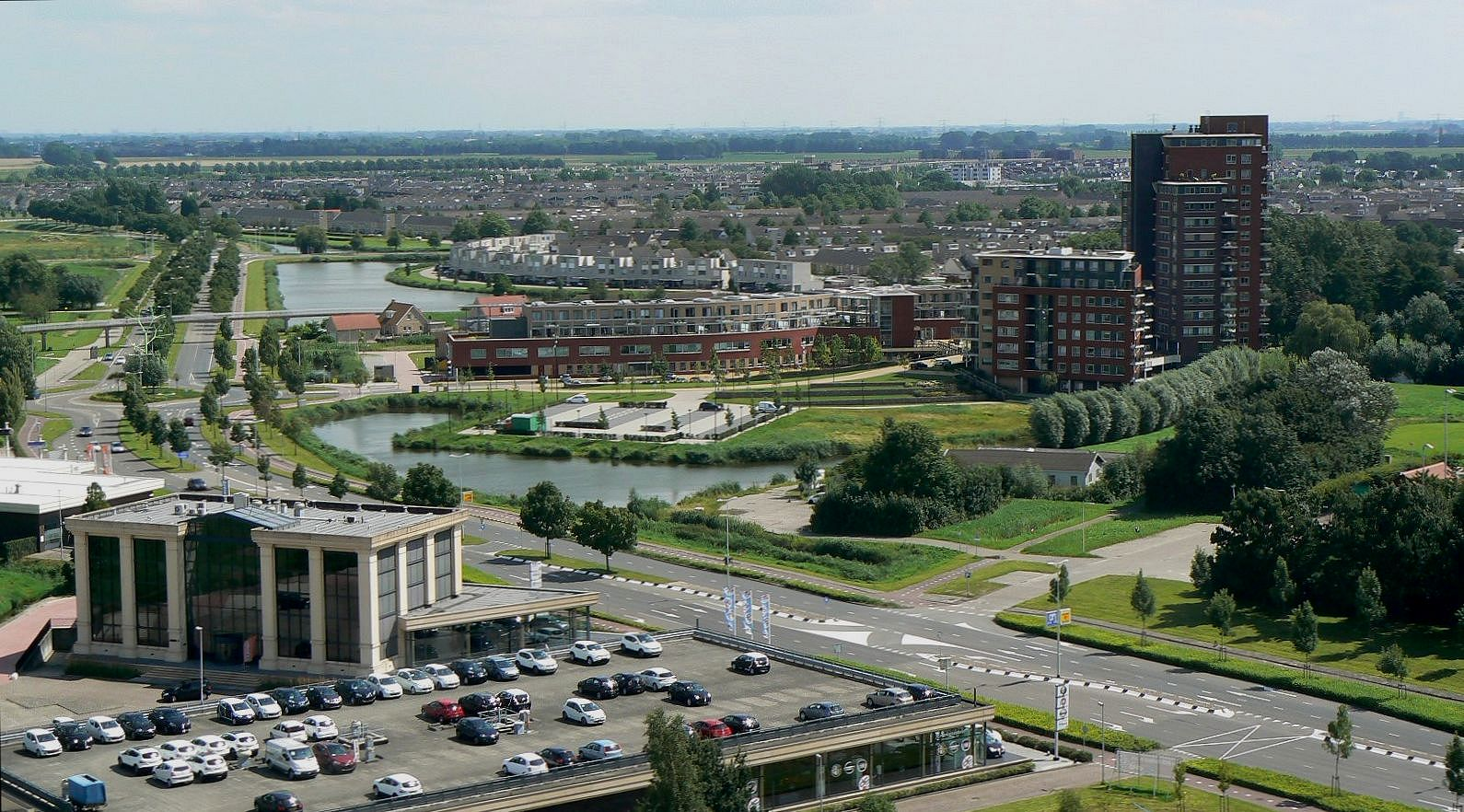
Maaswijk
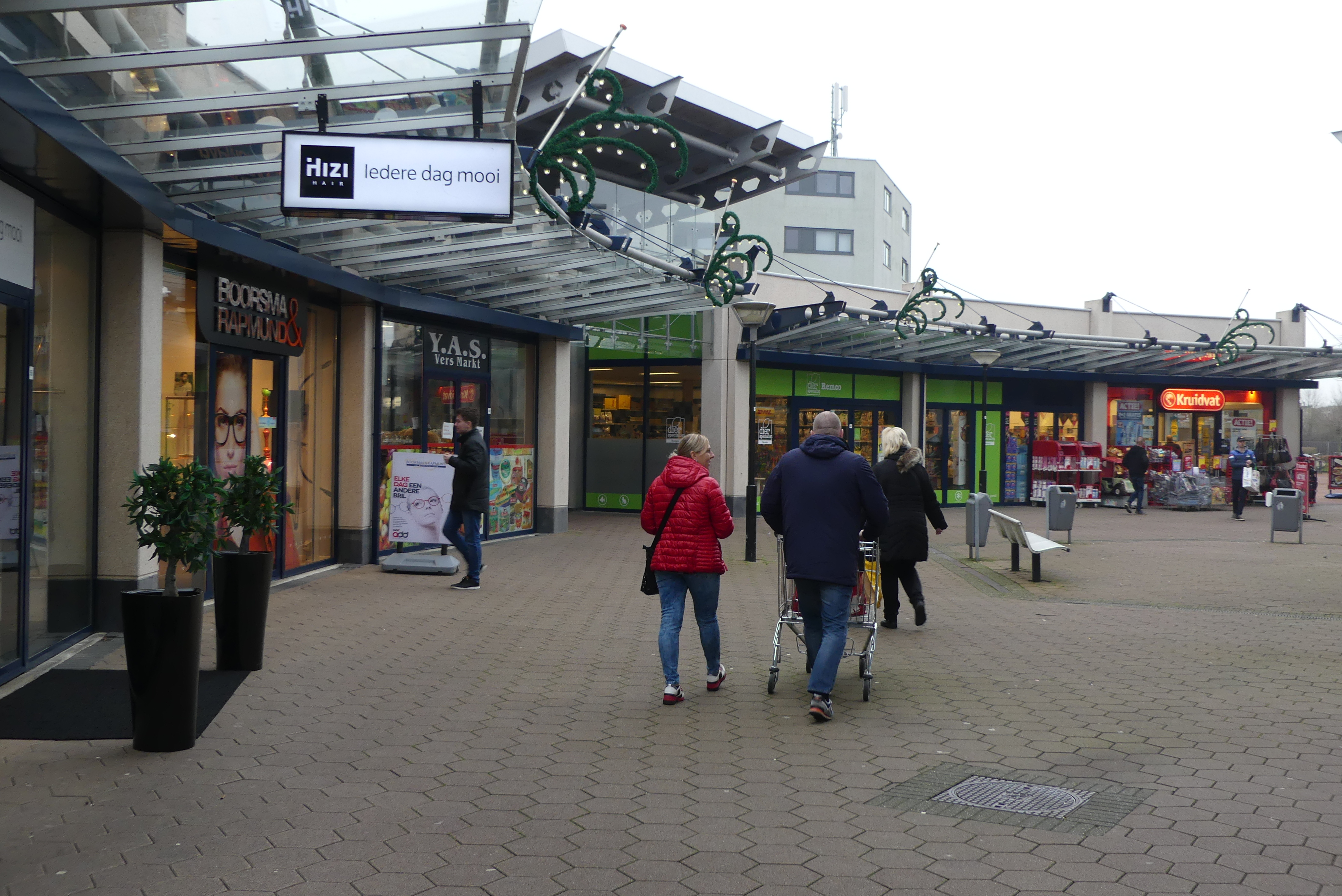
Winkelcentrum Maaswijk
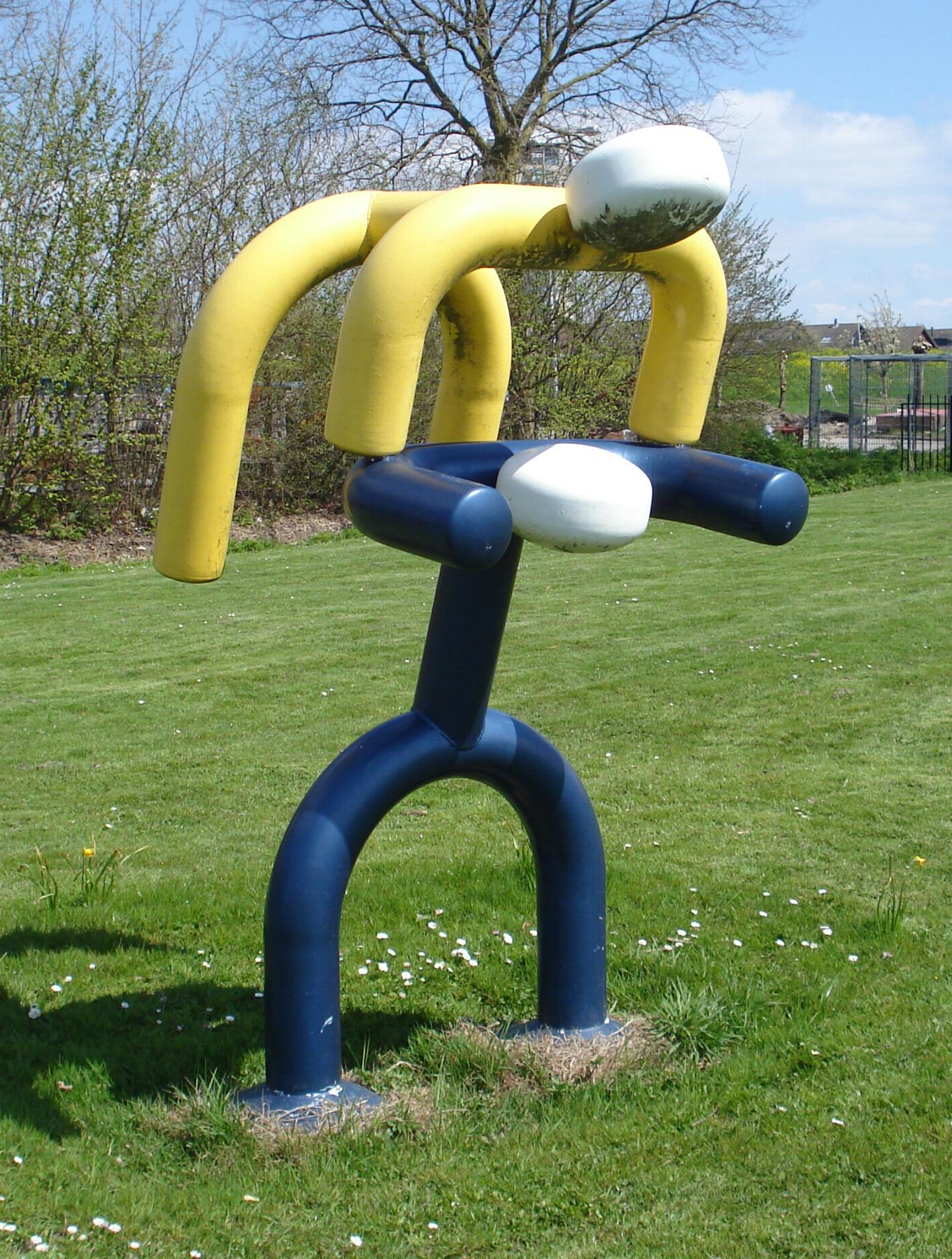
Twee spelende kinderen
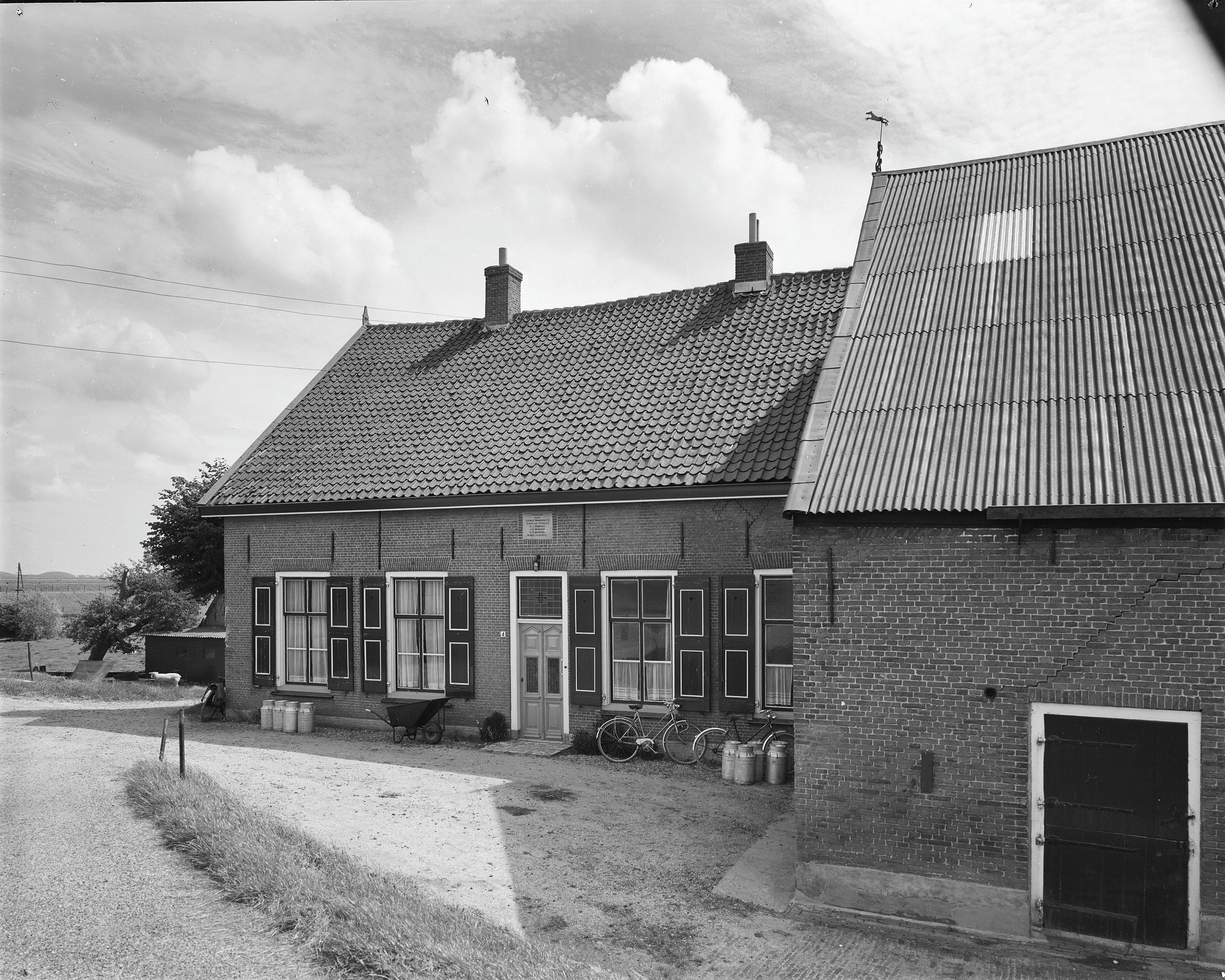
Ruyterstee (in 1974)
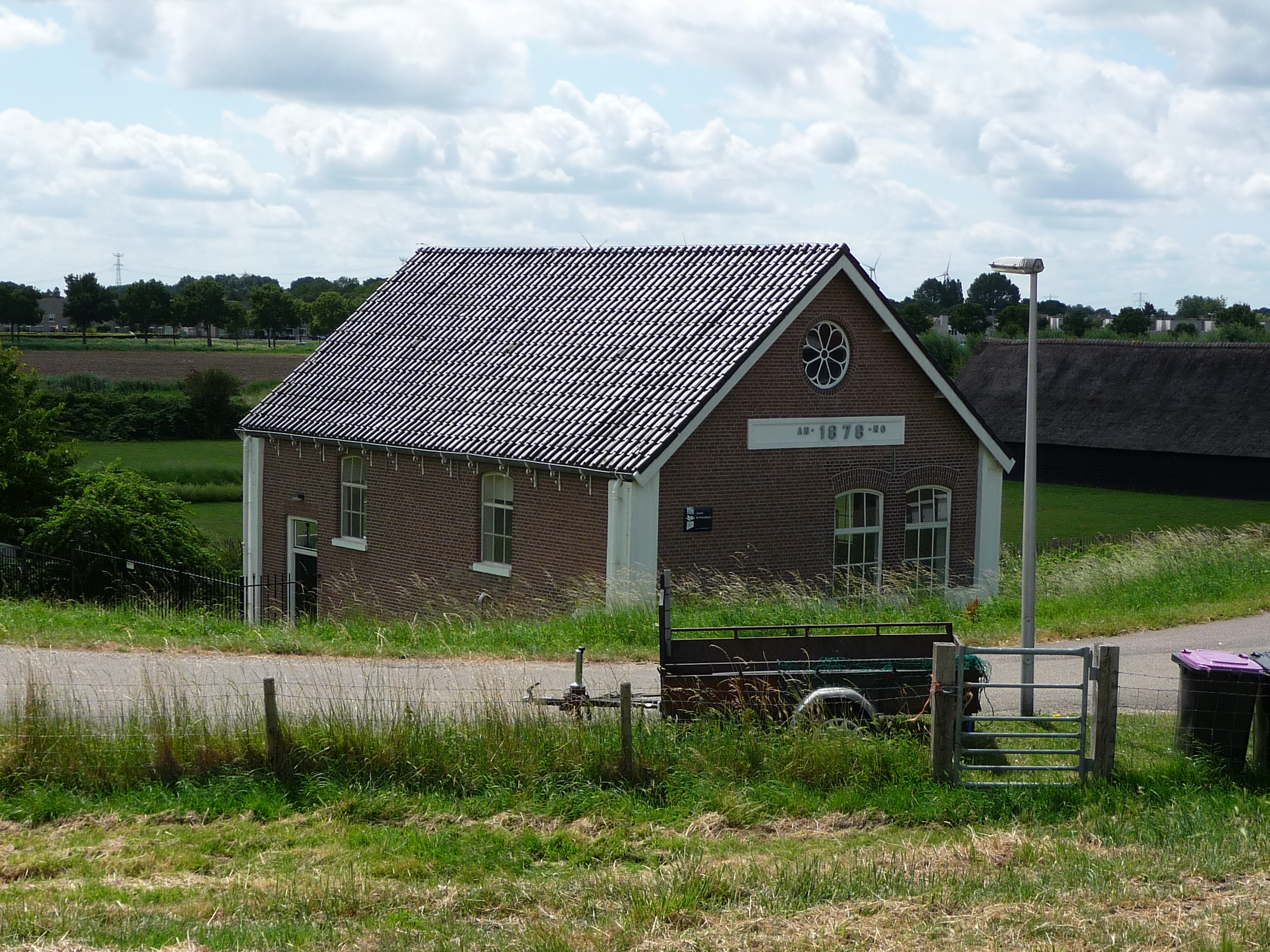
Gemaal De Vooruitgang (uit 1878)